# Håll i hatten!
Håll i hatten! (originaltitel: The Roman Hat Mystery) är deckarförfattaren Ellery Queens första roman, utgiven 15 augusti 1929. På svenska kom den ut först 1981. Den svenska utgåvan har ett förord av Jan Broberg.

## Sammandrag av handlingen
Boken handlar om utredningen av mordet på den ökände advokaten Monte Field, som förgiftats på The Roman Theater i New York mitt under en föreställning av pjäsen Gunplay!.  Trots att föreställningen är utsåld, är platserna närmast den döde bland publiken tomma. Ett antal misstänkta, vars tidigare gärningar gjort dem potentiellt möjliga att utpressa, befinner sig på teatern vid tillfället.
Fallet utreds av kommissarie Richard Queen vid mordkommissionen, som får hjälp av sin son, författaren Ellery Queen. Den viktigaste ledtråden är att den cylinderhatt, som offret bar när han kom till teatern, är försvunnen...
Bokens förord är skrivet av pseudonymen J.J.McC.